# Тянь-Шаньська область
Тянь-Шаньська область — колишня адміністративна одиниця Киргизької РСР, розташована в центральній частині республіки. Існувала з 21 листопада 1939 по 30 грудня 1962 року. Адміністративний центр області — місто Нарин. Тепер територія належить до Наринської області.

## Історія
Утворена Указом Президії Верховної ради СРСР від 21 листопада 1939 як Тянь-Шаньська область з центром у місті Нарин. Спочатку включала 6 районів (Ак-Талінський, Ат-Башинський, Джумгальський, Кочкорський, Наринський та Тогуз-Тороузький) та місто обласного підпорядкування Нарин. У 1944 році були утворені Куланакський та Чолпонський райони (скасовані у 1958 та 1956 роках відповідно).
30 грудня 1962 року Тянь-Шаньська область була ліквідована. Райони, що становили область, перейшли у безпосереднє підпорядкування Киргизької РСР. При цьому було скасовано Джумгальський та Тогуз-Тороузький райони.

## Керівництво Тянь-Шаньської області

### Голови облвиконкому
1. Ісмаїлов Самаке (листопад 1939 — 1943)
2. Ордобаєв Абдулда (1943 — 1945)
3. Чикеєв Чимирбай (1947 — 1950)
4. Сидиков Садик Сидикович (1950 — 1952)
5. Кулумбаєв Аблі (1953 — 1957)
6. Айтбаєв Сидикали (1957 — 1960)
7. Сакебаєв Абдиш Алимкулович (1960 — 1962)

### 1-і секретарі обкому КП Киргизії
1. Зайцев Сергій Іванович (листопад 1939 — 1941)
2. Бошкоєв Мусабек (1941 — 1942)
3. Айдаров Бекбо (1942 — 1943)
4. Тесленко Григорій Степанович (1943 — 1945)
5. Іманалієв Шадикан (лютий 1945 — грудень 1947)
6. Тойгомбаєв Джаманкул (грудень 1947 — квітень 1952)
7. Сидиков Садик Сидикович (1952 — 1955)
8. Ісаєв Мухамбет (1955 — 1960)
9. Садибакасов Кемель Аманович (1960 — 1962)